# 叶莲娜·卡塔耶娃
叶莲娜·格奥尔基耶夫娜·卡塔耶娃（俄语：Елена Георгиевна Катаева，1956年6月14日—2021年1月10日），苏联及俄罗斯政治人物。2018年起任莫斯科国立技术大学校长。

## 生平
1956年6月14日出生在列宁格勒。1979年毕业于列宁格勒理工学院，留校自动化和计算机工程系从事教学和科研工作。1990年代，她曾任列宁格勒市议会议长、市长索布恰克的助理。之后在俄罗斯联邦政府、俄罗斯联邦总统办公厅的机构中工作。2001年至2002年，担任俄罗斯联邦自然资源部副部长。2002年至2004年，担任俄罗斯联邦证券市场委员会副主任。2005年至2017年，曾担任阿尔法保险公司董事会成员，俄罗斯一些天然气公司的董事会成员。2016年至2017年，担任负责人伊戈尔·科马罗夫的顾问。2017年8月29日，任莫斯科国立技术大学代理校长。2018年5月8日，任校长。2021年1月10日因2019冠状病毒病逝世。